# Sabino Castelo Branco
Raimundo Sabino Castelo Branco Maués (Manaus, 31 de agosto de 1964) é um político brasileiro e ex-deputado federal pelo Amazonas filiado ao Partido Trabalhista Brasileiro (PTB).

## Biografia
Foi casado com Vera Lúcia Castelo Branco, ex-deputada estadual. Entre os três filhos desse relacionamento está o vereador de Manaus Reizo Castelo Branco e Reiner Sabino castelo branco maues ex vice-presidente da JUCEA-Am.  Foi pastore do Ministério Internacional Evangelizando às Nações (MIEN).
Sabino Castelo Branco tornou-se conhecido como apresentador de televisão em Manaus, elegendo-se vereador em 2000, pelo Partido Popular Socialista. Nas eleições de 2004, reelegeu-se como o vereador mais votado da capital, recebendo 7,73% dos votos. No ano seguinte, filiou-se ao PFL. Foi eleito deputado federal pelo Amazonas em 2006, com 9,97% dos votos.
Em 2007, mudou para o PTB. No mandato, foi titular da Comissão de Relações Exteriores e Defesa Nacional e Primeiro Vice-Presidente da Comissão de Trabalho, Administração e Serviço Público. Nas eleições estaduais de 2010, foi reeleito com 6,08% dos votos.
Em 2012, candidatou-se à prefeitura de Manaus, ficando em quinto lugar. Nas eleições de 2014, com 69.708 votos, não se reelegeu para a Câmara dos Deputados. Contudo, assumiu o mandato de Deputado Federal em 22 de dezembro de 2016, após a renúncia do titular, Marcos Rotta, eleito vice-prefeito de Manaus. Apesar de estar inelegível até 2018 por decisão do Tribunal Regional Eleitoral do Amazonas, que foi mantida pelo Tribunal Superior Eleitoral, Sabino disse que não havia nenhum impedimento para que ele assumisse o mandato de deputado federal.

## Saúde
Em 13 de agosto de 2017, o deputado deu entrada no Hospital Samel, em Manaus, com o quadro de cefaleia súbita. Fez exames e foi diagnosticado com hemorragia frontoparietal direita, sendo então submetido a duas intervenções cirúrgicas. Foi transferido em 15 de agosto para o Hospital Sírio-Libanês, em São Paulo, onde permaneceu internado com o quadro de acidente vascular cerebral hemorrágico extenso que o levou ao estado de coma por cerca de um mês. Em nota de 2 de março de 2018, a equipe médica esclareceu que ele estava “com recuperação muito boa da consciência, estando o paciente capaz de interagir com outras pessoas e manifestar a sua vontade nesse momento”.
Em 2019, Sabino Castelo Branco continuava lutando pela recuperação, realizando Fisioterapia. Em junho de 2020, o ex-deputado e Reizo Castelo Branco, foram detectados com COVID-19, mas superaram. Em agosto, Reizo divulgou um vídeo desmentindo notícias que seu pai teria falecido.
Sabino licenciou-se do mandato para tratamento de saúde por 145 dias, em 14 de agosto de 2017, com convocação de Suplente. A licença foi prorrogada a partir daí até o fim do mandato.

## Denúncias
Em 2007, no começo do primeiro mandato na Câmara, Sabino foi denunciado pelo MPF por crime contra a ordem tributária.
Em 2012, Sabino teve seu mandato cassado e ficou inelegível por oito anos, acusado de abuso de poder econômico e uso indevido dos meios de comunicação. Em 2013, Sabino e Josué Neto foram beneficiados pelo ministro Dias Toffoli, no Tribunal Superior Eleitoral, que negou seguimento ao recurso ordinário do MP, que tentava cassar os mandados dos parlamentares por propaganda eleitoral irregular.
Em 2016, o haitiano Lucius Popoti apresentou denúncia contra Sabino Castelo Branco por se recusar a devolver uma criança haitiana de três anos. O ex-parlamentar alegou que tinha autorização para ficar com a menina.
No mesmo ano, foi um dos políticos denunciados pelo MPF na "Farra das Passagens", acusado de gastos irregulares na aquisição de passagens aéreas. Tinha sido impedido pela Justiça Eleitoral de candidatar-se à prefeitura de Coari devido aos problemas na prestação de contas na campanha de 2014, mas pouco depois assumiu como suplente na Câmara.
No final de 2017, a Procuradoria-Geral da República denunciou o deputado ao Supremo Tribunal Federal por peculato. Ele foi acusado de usar recursos públicos da Câmara dos Deputados para remunerar o cinegrafista Jair Campos de Almeida, que trabalhava em seu programa de TV. Segundo a denúncia, os dois tinham consciência da irregularidade praticada e, por isso, Raquel Dodge pedia a devolução à União do valor desviado, acrescido de juros e correção. Para Dodge, o parlamentar, desde o seu primeiro mandato, desviou verba de gabinete destinada à contratação de pessoal.
Em 2019, foi denunciado pelo Ministério Público Federal como um dos envolvidos em um esquema de desvios milionários de recursos da saúde, apontado pela Operação Cashback, uma das fases da Operação Maus Caminhos.